# Salvador Garmendia Echeberria
Salvador Garmendia Echeberria (Zaldibia, Guipúscoa, 20 de setembre de 1932) és un escriptor basc en èuscar.
El 1964 guanyà el premi de teatre de l'ajuntament d'Ondarroa amb la seva obra més coneguda Historia Triste bat (Una trista història, 1965) que va ser de molt impacte en el seu moment, però que va ser un cas aïllat.